# Meubilair

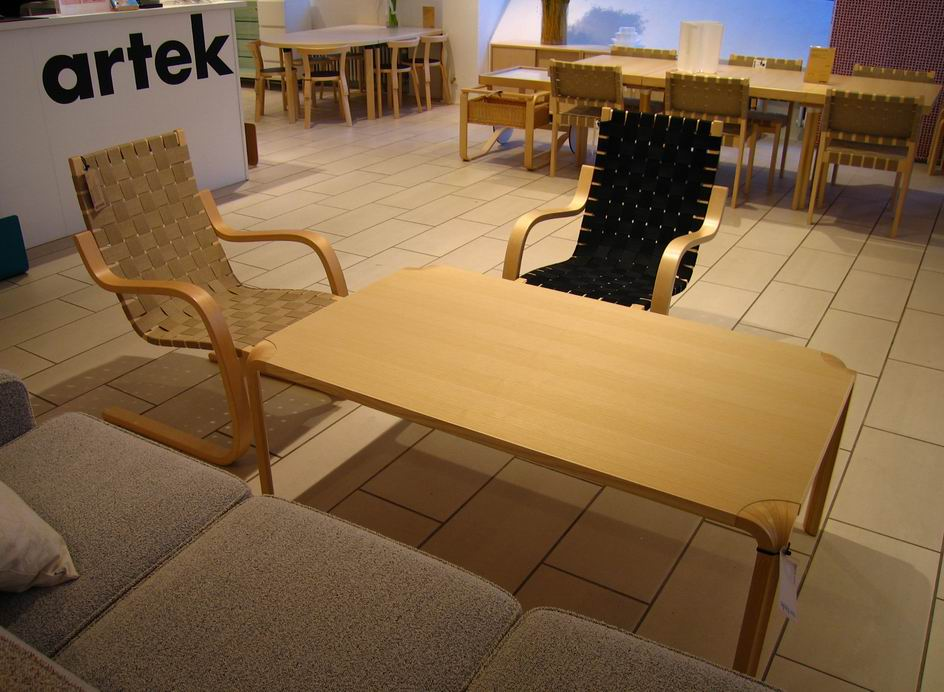
Diverse soorten meubilair

Meubilair is een verzamelnaam voor allerhande meubels die worden gebruikt in en om het huis, een kasteel of een kerk. Meubels zijn inrichtingsvoorwerpen of huisraad zoals tafels, stoelen, kasten en bedden en vaak ontworpen door meubelontwerpers en gemaakt door meubelmakers en meubelfabrikanten. Het woord meubel is, via het Oudfranse 'mueble', afkomstig van het Latijnse woord 'mobilis' (roerend, verplaatsbaar), waar ook het woord 'mobiel' van afstamt. Het Frans aandoende woord 'meubilair' is in het Frans ongebruikelijk.
Soms bestelt de klant het gewenste meubel bij de winkel waarna dit op bestelling bij de fabriek wordt gemaakt en afgeleverd bij de klant. De Zweedse meubelfabrikant IKEA is bekend geworden door zijn zelfbouwpakketten. Na aankoop kan de klant het meubel direct zelf in elkaar zetten.

## Voorbeelden
Voorbeelden van meubilair:
bed
een meubel om in te slapen.
bank
een meubel met rugleuning bedoeld voor meerdere personen om op te zitten.
bureau
een meubel om aan te schrijven en te lezen
fauteuil, zetel
een luxueus meubel met rugleuning bedoeld voor één persoon om op te zitten.
kast
een meubel voor het opslaan van gebruiksvoorwerpen.
kist
een meubel voornamelijk om kleding en beddengoed in op te bergen. Tegenwoordig nog zelden gebruikt.
kruk
een meubel zonder rugleuning bedoeld voor één persoon om op te zitten.
sofa
een meubel met één armleuning bedoeld voor meerdere personen om op te zitten of voor één persoon om op te liggen.
stoel
een meubel met rugleuning bedoeld voor één persoon om op te zitten.
tafel
een verhoogd plateau op knie- of heuphoogte waar gebruiksvoorwerpen op gelegd kunnen worden.
vouwstoel, klapstoel
een stoel die opgevouwen kan worden om gemakkelijk op te bergen of te vervoeren, of, vaak in een vervoermiddel, met een vast aangebrachte rugleuning en uitklapbare zitting, zodat er meer vrije ruimte is als de stoel niet gebruikt wordt.

## Geschiedenis

### Oude Egypte
De vorm van verschillende door ons gebruikte meubels lijkt zijn oorsprong in het Oude Egypte te hebben. De Oud-Egyptische meubelkunst stond op hoog peil. Uit deze tijd stammen de vroegste afbeeldingen van verschillende meubelstukken. Meubels zoals het bed, de armstoel, het krukje, de vouwstoel en de salontafel zijn in meer dan 4000 jaar bijna onveranderd gebleven, vaak ook met betrekking tot de constructie. 
Er zijn in Egypte ook afwijkende meubels gevonden. Zo is er de koningszetel uit het graf van koningin Hetepheres (ca. 2600 v.Chr.). Hiervan zijn de poten 23 cm hoog, de zitting is breder dan normaal, de rug is recht en hoog en ook de armleggers zijn hoger dan ergonomisch wenselijk. De koningin moet hier op hurkzit op hebben gezeten. We weten dat de zetels zoals die van koningin Hetepheres voornamelijk door vrouwen werden gebruikt, mannen zaten vaak op zetels of schamels van normale hoogte. In de periode waarin de Egyptische beschaving haar hoogtepunt bereikte (1567-1320 v.Chr. onder de 18e dynastie) werden de meubels nog vakkundiger en kostbaarder uitgevoerd. Dit resulteerde in een type zetel dat beter op de lichaamsvormen was aangepast. De rugleuning werd schuin geplaatst en later ook rond gemaakt en de armleggers iets hol gebogen. Kenmerkend voor Egyptische meubels was dat dierlichamen in meubels werden afgebeeld, bijvoorbeeld:een luipaard, een tijger of een Nubische geit waarvan de vlekken van de huid werden gesimuleerd met ivoor. Ook werd de staart niet vergeten. 
Een ander Egyptisch meubel is de schamel of taboeret, dit is een krukje met een hol gebogen planken zitting op rechte poten die verstevigd zijn met diagonaal geplaatste schoren en sporten. De vouw- of klapstoel heeft een leren of linnen zitting en de gekruiste poten hebben vaak de vorm van dierpoten. Het slaven of werkmanskrukje staat met een iets uitgediepte zitting op drie hol gebogen korte poten. De bedden waren erg kort (zo`n 172 cm) en stonden op pootjes van ongeveer 30 cm. Dan is er nog de monopod die echter alleen op grafschilderingen is aangetroffen. Het is een tafel met een rond blad dat een lotus moet symboliseren staande op een ronde poot of kolom. Kisten werden veel gebruikt en kwamen dan ook in alle maten en vormen voor. Het zijn vooral de deksels die uiteenlopende vormen hebben, namelijk: vlak, bol, gebogen, achter iets hoger dan voor, halve ton of zadeldak.

### Nederland
De eerste meubels in Nederland waren soms weinig meer dan mooi bewerkte kisten, zogenaamde tuugkisten die dienden als tafel, bank en kast tegelijk. Als regionale kasttypes uit latere tijd kent men onder andere de Friese keeftkast, het Drents boogkabinet, de Zeeuwse kast en de Mechelse kast.

## Inrichting
Een binnenhuisarchitect houdt zich onder andere bezig met het uitkiezen van en het plaatsen van meubilair in een woning. Woningen en bewoners verschillen van elkaar en dat weerspiegelt zich in het interieur; de kleuren en aankleding van de muren, het soort meubilair (antiek of modern) en de plaatsing daarvan in de beschikbare ruimte.

## Uitbreiding van het begrip
Bij zogeheten straatmeubilair gaat het niet om meubilair in de eigenlijke zin van het woord, maar om overdrachtelijk gebruik van de term.
Voor meubels die zijn bedoeld voor specifiek gebruik, bestaan enkele aparte termen:
- Kantoormeubilair
- Kerkmeubilair
- Schoolmeubilair
- Tuinmeubels

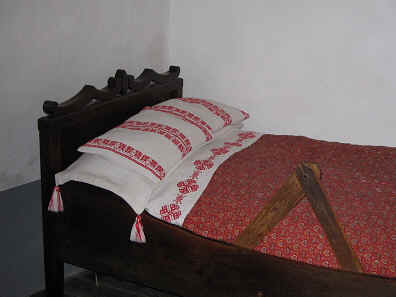
bed
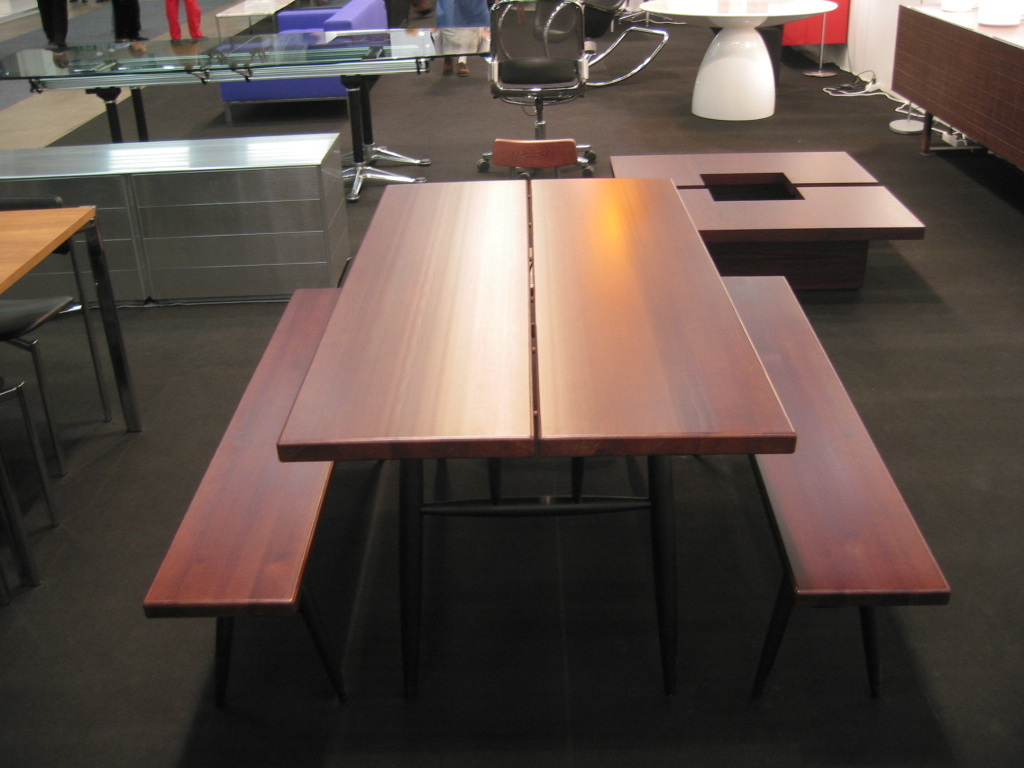
tafel
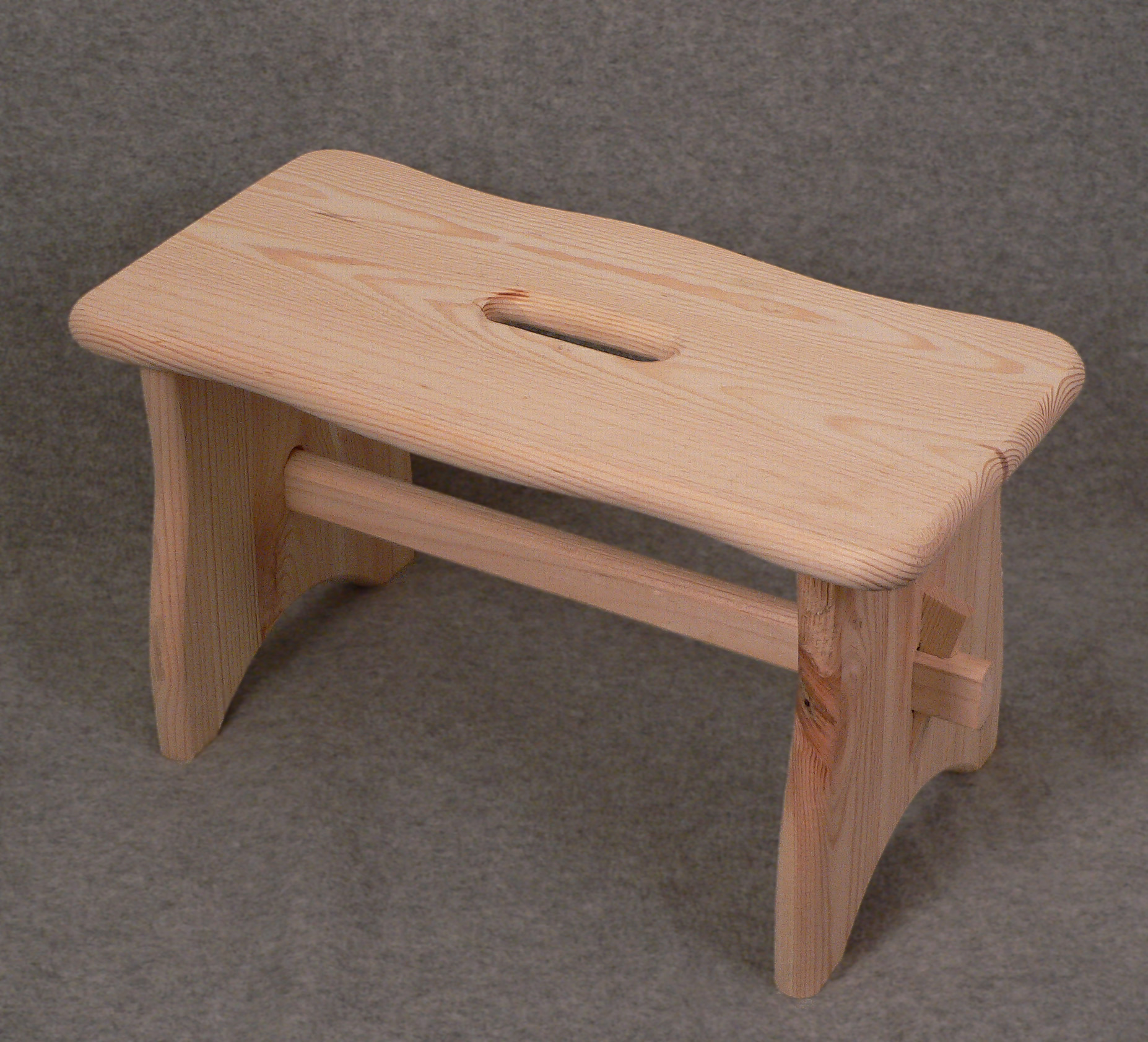
krukje
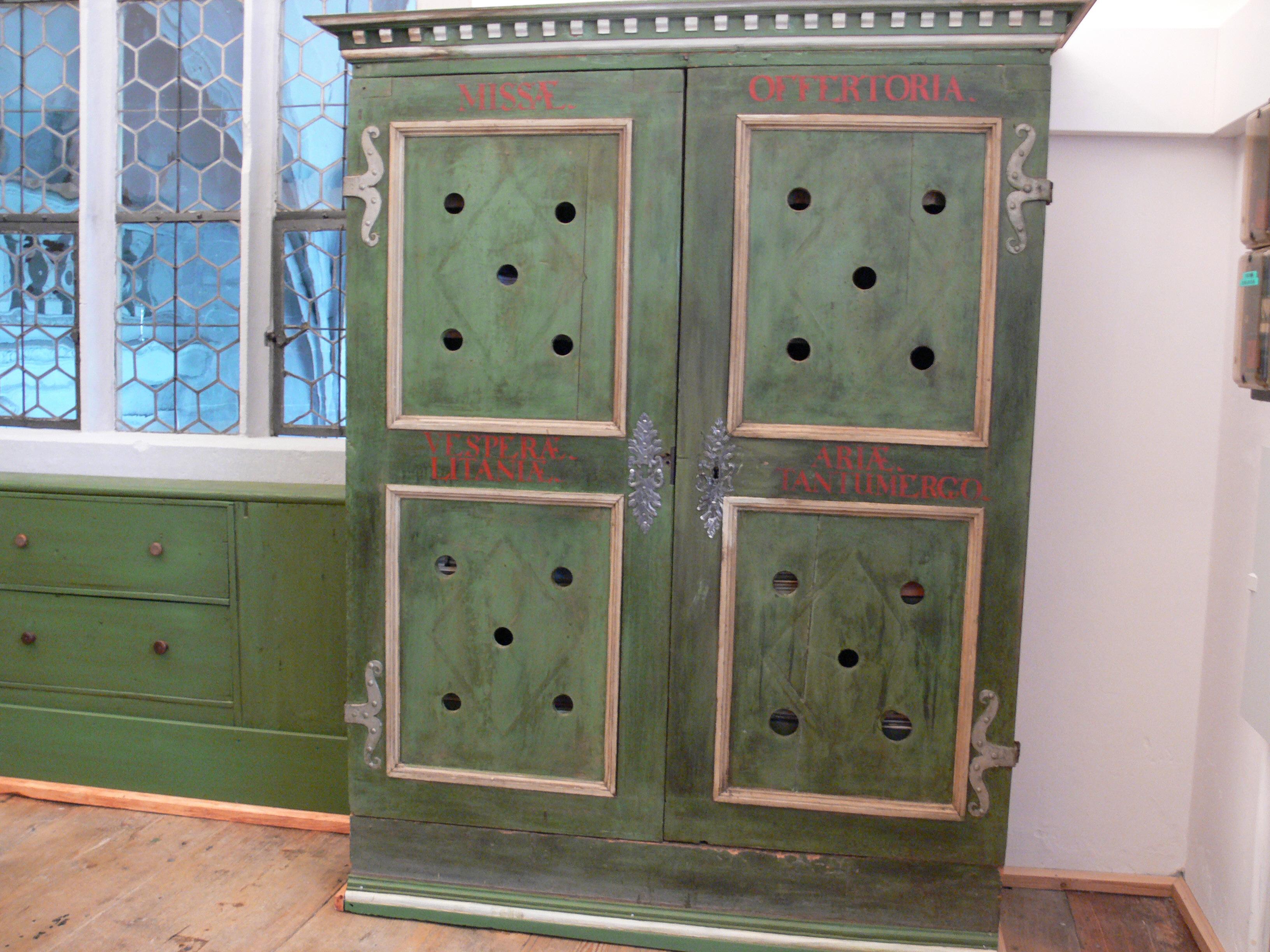
kast